# Siân Busby
Siân Elizabeth Busby (* 19. November 1960 in London; † 4. September 2012) war eine britische Schriftstellerin.

## Leben und Werk
Siân Busby wurde im November 1960 als Tochter des Schauspielers Tom Busby in London geboren. Sie besuchte die Creighton School in Muswell Hill. Im Anschluss studierte sie an der University of Sussex. Nach dem Studium ging sie nach London, um dort für das Kunstprogramm eines Fernsehsenders zu arbeiten. Ihre bekannteste Arbeit erschien 2001 mit The Peony Pavilion, einer zweistündigen Zusammenfassung einer 19-stündigen Chinesischen Oper. Des Weiteren unterrichtete sie Film und Darstellende Kunst am Royal Holloway, einem College der Universität London. Aufgrund von Budgetkürzungen im Kunstprogramm entschied sie sich, ihre berufliche Laufbahn zu ändern und schriftstellerisch tätig zu werden.
2003 veröffentlichte sie A Wonderful Little Girl, ein Sachbuch über Sarah Jacob, die als Welsh fasting girl im 19. Jahrhundert bekannt wurde. Busbys zweites Sachbuch, The Cruel Mother, erschien 2004. Das semi-autobiografische Werk handelte von ihrer Urgroßmutter, die 1919 zwei ihrer Kinder kurz nach der Geburt ertränkte. 2006 veröffentlichte sie ein historisches Jugendbuch über die britannische Königin und Heerführerin Boudicca. Im Jahr 2007 wurde bei Busby Lungenkrebs diagnostiziert. 2009 veröffentlichte sie mit McNaughten ihren ersten Roman. Im September 2012 starb sie infolge ihrer Erkrankung. Zum Zeitpunkt ihres Todes arbeitete sie gerade an ihrem zweiten Roman A Commonplace Killing, der im Londoner Stadtteil Holloway kurz nach Ende des Zweiten Weltkrieges spielt. 

### Familie
Busby war in erster Ehe mit dem niederländischen Filmemacher Kees Ryninks verheiratet, mit dem sie einen gemeinsamen Sohn (* 1985) hat. 1998 heiratete sie den Journalisten und BBC News Business Editor Robert Peston, mit dessen Schwester sie seit ihrer Zeit in der Creighton School befreundet war. Busby und Peston hatten während ihres Studiums bereits einmal eine Beziehung. Nach einem schweren Verkehrsunfall von Pestons Schwester trafen sich die beiden wieder, Busby war zu diesem Zeitpunkt bereits geschieden, und nahmen Mitte der 1990er Jahre ihre Beziehung wieder auf. 1997 wurde ihr gemeinsamer Sohn geboren.

## Veröffentlichungen
- A Wonderful Little Girl (2003)
- The Cruel Mother (2004)
- Boudicca: Warrior Queen (2006)
- McNaughten (2009)